# 晏海门

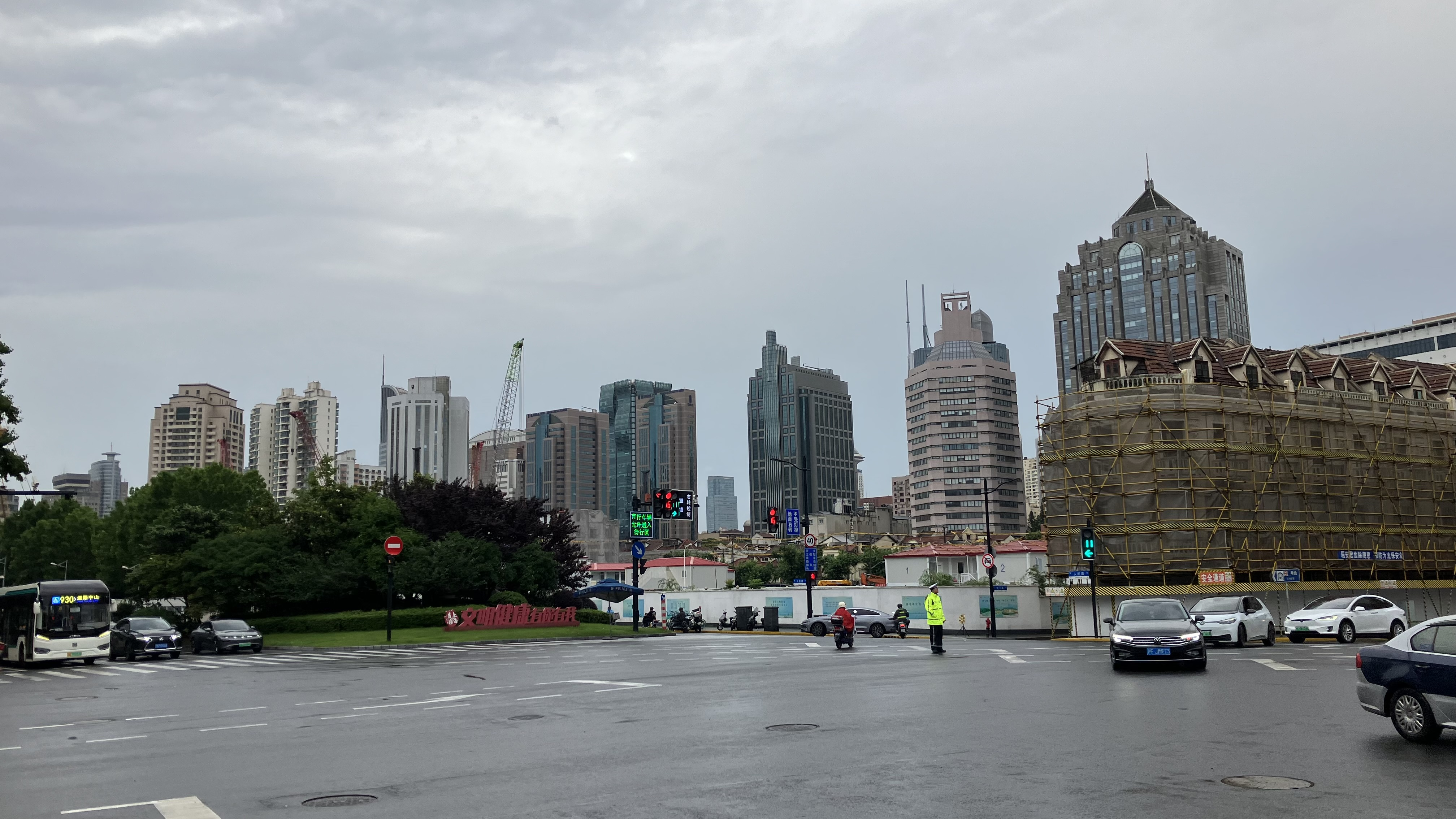
老北门址（2024年）

晏海门，俗称老北门，是上海明、清時代的一座城門，位于西北侧。

## 位置
晏海门位于今上海市黄浦区的人民路、河南南路路口一带，俗称老北门。位于上海市南市区北部的人民路、河南南路一带，为密集的住宅区。

## 历史
明代嘉靖三十二年，为防备倭寇入侵而修筑上海城墙，晏海门为当时开辟的6座城门之一。意为保障北方海疆太平无事。
晚晴上海开辟租界以后，老北门成为沟通上海老城与租界的咽喉要道。城门外为上海法租界内的老北门街，接上海公共租界的河南路。城门内只有老北门内大街等少数几段不长的街巷成型，宽度2米左右，20世纪初期，晏海路（原老北门内大街）修筑成简易马路。1956年，河南南路向南延伸打通、拓宽。

### 拆除
1912年（民国元年），上海拆除城墙，晏海门被拆除。护城河被填筑，改为民国路，通行有轨电车。此后老北门继续作为地名和电车站名存在。